# M5 Half-track
Il M5 Half-track (denominazione ufficiale Carrier, Personnel Half-track M5) era un semicingolato da trasporto truppe statunitense, utilizzato durante la seconda guerra mondiale. Venne sviluppato nel 1942, quando la produzione del semicingolato M2 Half-track e del suo derivato M3 Half-track non riusciva a tenere il passo con la richiesta. La ditta produttrice di macchine agricole International Harvester (IH) possedeva le capacità per produrre gli M3, ma i militari accettarono alcune differenze dovute ai diversi procedimenti produttivi. Il M5 venne prodotto dalla IH da dicembre 1942 ad ottobre 1943.
Utilizzando lo stesso scafo del suo M5, la IH produsse un equivalente dell'M2, ovvero il M9 Half-track. Furono realizzate anche varianti dei semoventi M13 e M16 MGMC su scafo M5, esportate nel Regno Unito ed in Unione Sovietica rispettivamente. Il M5 venne largamente fornito alle nazioni alleate (Commonwealth, Francia libera ed Unione Sovietica) tramite le leggi "Affitti e prestiti". Fu utilizzato a lungo da Israele in diversi conflitti successivi alla costituzione dello stato e venne ulteriormente sviluppato localmente in ulteriori varianti.

## Tecnica
Le specifiche tecniche del M5 sono pressoché identiche a quelle del semicingolato M3 Half-track. Il veicolo era lungo 6,32 m, largo 2,23  m ed alto 2,74 m, con un peso di 9,8 t. Le ruote anteriori era dotate di sospensioni a balestra semi-ellittica, mentre il treno di rotolamento dei cingoli impiegava sospensioni a molloni verticali (VVSS). Il veicolo era propulso da un motore a benzina esacilindrico RED-450-B da 142 hp, da 7.390 cm³. Il M5 raggiungeva la velocità di 68 km/h. Il serbatoio carburante da 230 litri garantiva un'autonomia di 201 km. Lo spessore della blindatura variava da 6,5 a 13,5 mm. L'armamento era costituito da una mitragliatrice pesante Browning M2 da 12,7 mm e da due mitragliatrici medie Browning M1919 da 7,62 mm

## Storia

### Sviluppo

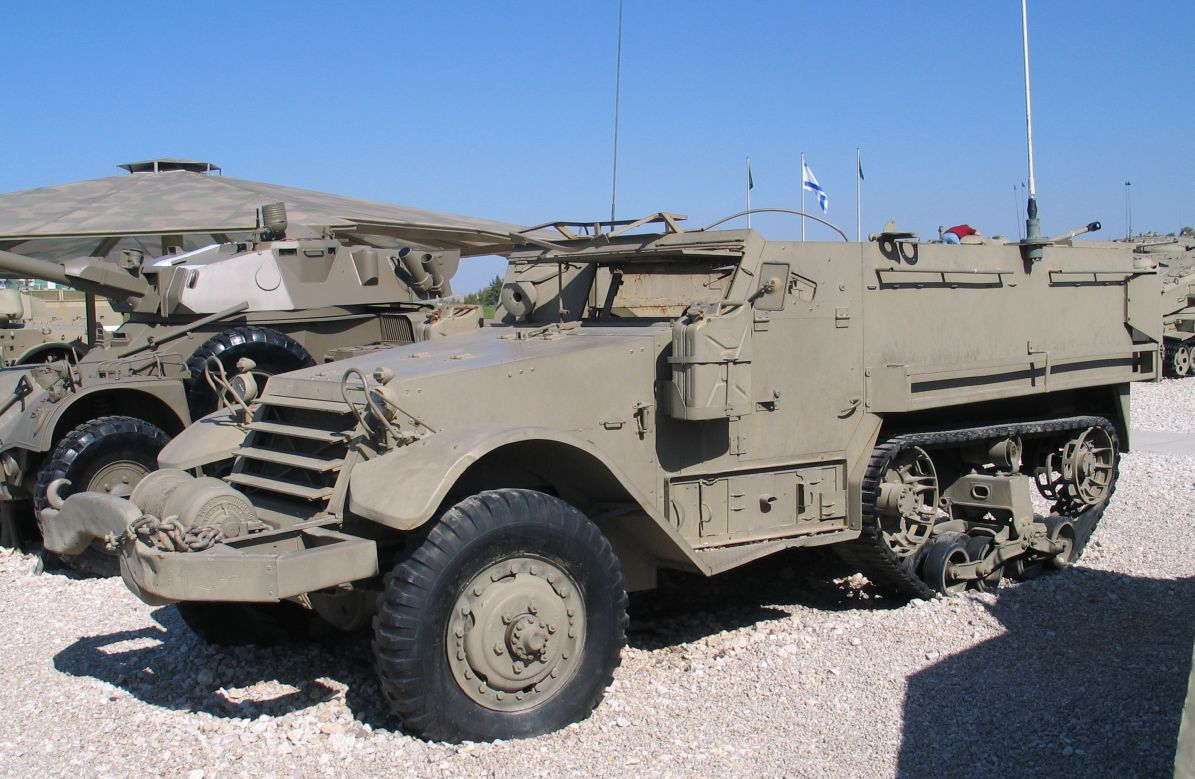
Un M5 esposto nel museo Yad La-Shiryon, in Israele.

Dopo l'attacco di Pearl Harbor, la domanda di veicoli corazzati crebbe vertiginosamente e le capacità produttive delle industrie belliche esistenti non riuscivano a soddisfare le esigenze delle forze armate in piena mobilitazione, sia quelle americane che quelle alleate. Come risultato, l'industria di guerra americana conobbe una rapida espansione, anche per riconversione di industrie meccaniche operanti in altri settori, come International Harvester (IH), produttrice di macchine agricole. Poiché le fabbriche produttrici di semicingolati di M2 e M3 avevano già saturato la loro capacità produttiva, la IH ci cimentò nella produzione dei due mezzi, ma con le modifiche rese necessarie da processi costruttivi e macchinari diversi. I prototipi realizzati, denominati rispettivamente M2E5 e M3E2, furono testati dalla General Motors e vennero accettati dalle forze armate con le rispettive denominazioni M5 e M9.
A causa della carenza di acciaio cementato, vennero utilizzate piastre di corazzatura omogenea, più spesse di quelle usate sull'M3 (7,9 mm contro 6,4 mm) ma meno efficaci: una pallottola perforante di fucile poteva penetrarle a 270 m contro i 180 m dell'M3. Il peso aggiuntivo comportò inoltre una riduzione della velocità e dell'autonomia rispetto al predecessore.

### Impiego operativo
Il primo lotto produttivo di M5 venne completato in dicembre 1942. Cambiamenti della domanda di semicingolati portarono alla riduzione degli ordinativi per l'U.S. Army ed il mezzo venne classificato come di disponibilità limitata ("limited standard"). Prima dell'interruzione della produzione nell'ottobre 1943 erano stati consegnati 7.484 M5 e quasi tutti furono ceduti agli alleati, tranne alcuni trattenuti per impieghi addestrativi.
Nel Regno Unito il M5 venne impiegato come trattore d'artiglieria per il traino dei cannoni anticarri Ordnance QF 6 lb, Ordnance QF 17 lb e come mezzo per le squadre dei Royal Engineers, lasciando alle cingolette Universal Carrier il ruolo di veicolo trasporto truppe.
L'ultimo impiego operativo del mezzo si ebbe durante la guerra arabo-israeliana del 1948 da parte dell'esercito israeliano. Spesso erano dipinti di rosso per mascherarli da trattori agricoli. Nel 1955 gli israeliani usarono gli M5 in loro possesso per realizzare localmente due veicoli. Il M3 Mark A era un M3 originale o un M5 con poche modifiche, mentre il M3 Mark B era un M5 convertito in posto comando. Gli M5 base erano invece semplicemente M3 IHC. L'ultimo impiego di queste varianti si ebbe durante la crisi di Suez e la guerra dei sei giorni. A partire dalla guerra dello Yom Kippur, gli M3/M5 vennero rimpiazzati dall'M113.

## Utilizzatori
Durante la seconda guerra mondiale, la maggior parte della produzione di M5 (ed anche di M9) era destinata ai britannici, che a loro volta distribuiva i semicingolati alle forze del Commonwealth e degli altri alleati, come il Governo in esilio della Cecoslovacchia e quello della Polonia. L'Unione Sovietica ricevette lotti di M5 direttamente dagli Stati Uniti. Il trasferimento di semicingolati continuò dopo la guerra nell'ambito del piano di aiuto denominato Military Aid Program (MAP).
- Exército Brasileiro – 20 esemplari ricevuti[7].
- Canadian Army – 20 esemplari ricevuti[8].
- Ejército de Chile – 10 esemplari ricevuti[7].
- Zhōnghuá Mínguó Lùjūn – In prestito dagli Stati Uniti[7].
- Armáda České republiky – In prestito dal Regno Unito[7].
- Armée de terre – 1.196 esemplari ricevuti[1].
- Forze di difesa israeliane – Acquistato tra il 1948 ed il 1949 in Europa e ceduto direttamente dagli Stati Uniti dopo il 1949[6].
- Esercito del Mali – Ricevuto come aiuto militare dalla Francia[9].
- Ejército Méxicano – 2 esemplari ricevuti[7].
- Wehrmacht – Esemplari di preda bellica[10].
- Wojska Lądowe – In prestito dal Regno Unito[7].
- Sovetskaja Armija – 450 esemplari ricevuti durante la seconda guerra mondiale[8] e 401 dopo la guerra[7].
- United States Army – Solo per impieghi addestrativi[11].
- British Army[7].

## Varianti

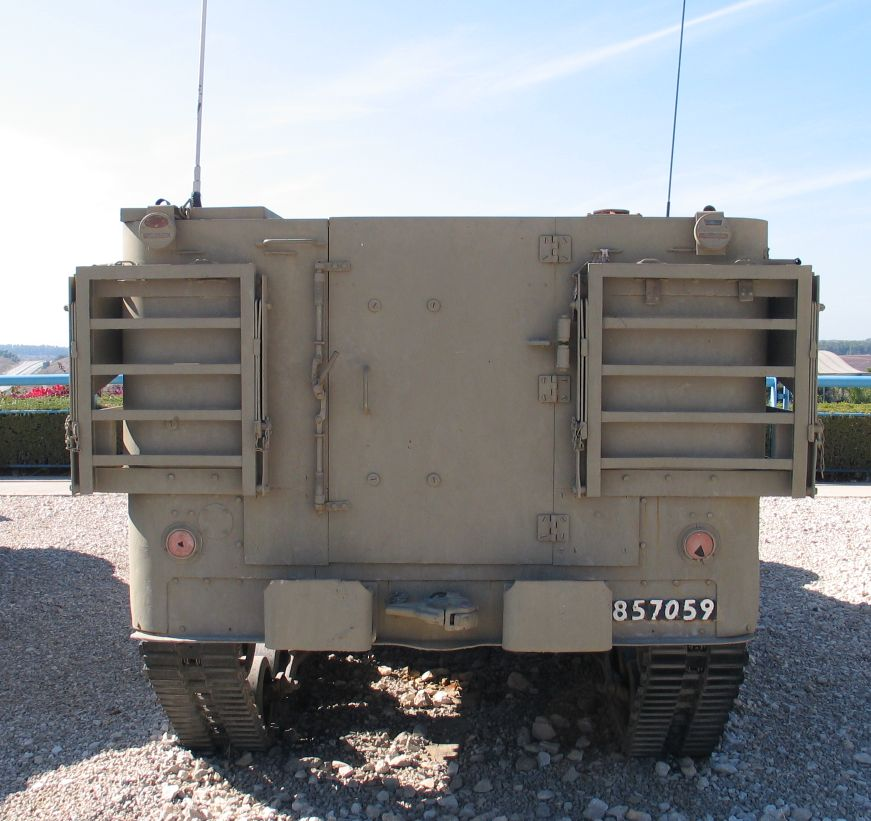
Vista posteriore di un M5.

- M3E2/M5 – Semicingolato della IH virtualmente identico al M3. Differiva per la blindatura più spessa, il motore (IHC RED-450-B) e la minore autonomia. Venne fornito principalmente ad Unione Sovietica, Commonwealt britannico e Francia Libera. Prodotta in 4.625 esemplari[4].
  - M5A1 – Versione dotata della ralla a "pulpito" modello M49 per la mitragliatrice[12], la stessa introdotto sulla versione M3A1[3]. Prodotta in 2.859 esemplari[4].
  - M5A2 – Simile all'M3A2, era una combinazione tra M5 e M9. Non venne mai prodotto in massa[4].
- M14 MGMC – Versione del semovente antiaereo M13 Multiple Gun Motor Carriage basato sullo scafo M5. Equipaggiato con una torretta M33 Maxson nella parte posteriore del telaio, armata con due Browning M2 da 12,7 mm. Prodotto in alcune centinaia di unità prima di essere rimpiazzato dagli M16 MGMC e M17 MGMC, per un totale di 1.605 esemplari prodotti[13].
- M17 – Versione del semovente antiaereo M16 Multiple Gun Motor Carriage basato sullo scafo M5. Equipaggiato con una torretta M45 Quadmount quadrupla. Prodotta in 1.000 esemplari, la maggior parte dei quali forniti all'USSR[14]. Trovò limitato utilizzo alla fine della seconda guerra mondiale e venne impiegata durante la guerra di Corea[15].
- M3 Mk. A – Variante israeliana ottenuta per modifica dell'M5. L'unica differenza era la varietà di mitragliatrici utilizzate al posto dell'affusto ad anello M49[6].
- M3 Mk. B – Variante posto comando dell'M5, dotata di radio extra e verricello anteriore[6].